# Cristian Raileanu
Cristian Raileanu (Bălți, 24 januari 1993) is een in Moldavië geboren wielrenner die sinds 2022 met een Roemeense licentie rijdt.

## Carrière
Als junior werd Raileanu onder meer negentiende in het eindklassement van de GP Rüebliland. Een jaar later werd hij al vierde op het nationale kampioenschap op de weg en vijfde in de tijdrit bij de eliterenners en werd hij elfde op het Europese kampioenschap op de weg bij de beloften. In 2014 was alleen Sergiu Cioban sneller in het nationale kampioenschap tijdrijden en werd Raileanu zestiende in de Ronde van Friuli-Venezia Giulia.
In 2015 nam Raileanu deel aan de wegwedstrijd op de eerste Europese Spelen. Een week later werd hij nationaal beloftenkampioen op de weg. Later dat jaar werd hij achter Simone Velasco en Seid Lizde derde in de Ruota d'Oro. Vanwege meerdere overwinningen en ereplaatsen in het Italiaanse amateurcircuit in 2015 en 2016 en zijn overwinning in de wegwedstrijd op het nationale kampioenschap in 2016 mocht hij aan het eind van dat jaar stage lopen bij Wilier Triestina-Southeast. Tijdens die stageperiode werd hij onder meer achttiende in de Ronde van Hainan. Tot een profcontract kwam het niet, waardoor hij voor het seizoen 2017 een contract tekende bij Team Differdange-Losch.
In het seizoen 2017 was behaalde Raileanu vooral goede resultaten in Roemenië. In de Ronde van Bihor werd hij vierde in het eindklassement, een maand later zesde in dat van de Sibiu Cycling Tour. In de Ronde van Szeklerland won hij de individuele tijdrit, voor Patrick Bosman en Maxim Rusnac, en werd hij vierde in het eindklassement. In 2018 maakte hij de overstap naar het Turkse Torku Şekerspor. Namens die ploeg werd hij in februari tweede in het eindklassement van de Ronde van Antalya en won hij in maart de tweede etappe in de Ronde van Cartier. De leiderstrui die hij aan die etappezege overhield verdedigde hij in de laatste twee etappes met succes, waardoor hij de eerste eindwinnaar van de Turkse etappekoers werd.
In 2022 verruilde Raileanu zijn Moldavische licentie voor een Roemeense. In 2024 maakte hij de overstap van Hengxiang naar het eveneens Chinese Li Ning Star. In juni van dar jaar werd hij voor de eerste keer Roemeens kampioen tijdrijden.

## Overwinningen
2015
 Moldavisch kampioen op de weg, Beloften
2016
 Moldavisch kampioen op de weg, Elite
2017
3e etappe deel A Ronde van Szeklerland
2018
2e etappe Ronde van Cartier
Eindklassement Ronde van Cartier
Bergklassement Ronde van Roemenië
2019
2e etappe Tour de Iskandar Johor
4e etappe Ronde van Taiyuan
 Moldavisch kampioen tijdrijden, Elite
 Moldavisch kampioen op de weg, Elite
5e etappe Ronde van het Maleisisch schiereiland
4e etappe Ronde van Singkarak
2020
 Moldavisch kampioen tijdrijden, Elite
 Moldavisch kampioen op de weg, Elite
2021
 Moldavisch kampioen tijdrijden, Elite
2023
Bergklassement Ronde van Huangshan
3e etappe Ronde van Szeklerland
2024
 Roemeens kampioen op de weg, Elite

## Ploegen
- 2016 –  Wilier Triestina-Southeast (stagiair vanaf 29 juli)
- 2017 –  Team Differdange-Losch
- 2018 –  Torku Şekerspor
- 2019 –  Team Sapura Cycling
- 2020 –  Team Sapura Cycling
- 2021 –  Team Sapura Cycling
- 2022 –  Sakarya BB Pro Team
- 2023 –  Hengxiang Cycling Team
- 2024 –  Li Ning Star
- 2025 –  Li Ning Star

Amezqueta · Andriato · Belletti · Bertazzo · Busato · Conti · Dal Col · Draperi · Ducournau · Fedi · Fonzi · Gil · Godoy · Mareczko · Martínez · Pozzato · Rodríguez · Sanz · Tedeschi · Trosino · Zhupa · Cañaveral (stagiair) · Errazkin (stagiair) · Raileanu (stagiair)
Catania · Centrone · Da Silva · Diener · Donders · Lovassy · Petelin · Raileanu · Raymackers · Reguero · Rózsa · Rusnac · Stijns · Teasdale · Thill · Valsavori · Vermeer
Acar · Akdilek · Atalay · Bakırcı · O. Balkan · S. Balkan · Balykin · Dilek · Örencik · Özgür · Raileanu · Şamlı